# إحسان عبد القدوس
إحسان محمد عبد القدوس (1919 - 12 يناير 1990) كاتب وروائي مصري وأحد أوائل الروائيين العرب الذين تناولوا في قصصهم الحب البعيد عن العذرية، وتحولت أغلب قصصه إلى أفلام سينمائية. يمثل أدب إحسان عبد القدوس نقلة نوعية متميزة في الرواية العربية، إذ نجح في الخروج من المحلية إلى حيز العالمية، وترجمت معظم رواياته إلى لغات أجنبية متعددة.

## طفولته وتعليمه
ولد إحسان عام 1919 في القاهرة، والده هو محمد عبد القدوس الذي كان ممثلاً ومؤلفاً مصريا ومهندسا للطرق والجسور، أما والدته فهي السيدة روز اليوسف وهي لبنانية الأصل ولدت في إحدى قرى لبنان، نشأت يتيمة إذ فقدت والديها منذ بداية حياتها، وهي مؤَسِسَة مجلة روز اليوسف ومجلة صباح الخير. نشأ إحسان عبد القدوس في بيت جده لوالده (أحمد رضوان)، كان جده من خريجي الجامع الأزهر ويعمل رئيس كتاب بالمحاكم الشرعية، وهو بحكم ثقافته وتعليمه متدين جداً، يفرض على جميع العائلة الالتزام والتمسك بأوامر الدين وأداء فروضه والمحافظة على التقاليد ويمنع جميع النساء في عائلته الخروج إلى الشرفة بدون حجاب. وفي الوقت نفسه كانت والدته الفنانة والصحفية السيدة روز، سيدة متحررة تفتح بيتها لعقد ندوات ثقافية وسياسية يشترك فيها كبار الشعراء والأدباء والسياسيين ورجال الفن.
بعد عامين من الزواج، انفصل والده محمد عبد القدوس عن زوجته روز اليوسف التي كانت حاملا بإحسان في شهرها السابع، وبعد شهرين وضعت مولودها في مستشفى الدكتور سامي بشارع عبد العزيز في شهر يناير 1919. في نفس اليوم قرر جده الشيخ أحمد رضوان أن يتولاه بالتربية والعناية بدلًا من والدته التي قررت المضي في طريق الفن والشهرة. نشأ إحسان في بيت جده حيث وجد صدرًا حنونًا يعطف عليه وهي عمته التي أحبته حبا شديدًا بلا حدود.
كان إحسان ينتقل وهو طفل من ندوة جده حيث يلتقي بزملائه من علماء الأزهر ويأخذ الدروس الدينية التي ارتضاها له جده، ثم ما يلبث أن يجد نفسه في أحضان ندوة أخرى على النقيض تماماً لما كان عليه وهي ندوة روز اليوسف. تحدث إحسان عن تأثير هذين الجانبين المتناقضين عليه فقال:«كان الانتقال بين هذين المكانين المتناقضين يصيبني في البداية بما يشبه الدوار الذهني، حتى اعتدت عليه بالتدريج واستطعت أن أعد نفسي لتقبله كأمر واقع في حياتي لا مفر منه»
تلقى إحسان تعليمه في مدرسة خليل آغا بالقاهرة (1927-1931)، ثم في مدرسة فؤاد الأول بالقاهرة (1932-1937)، ثم التحق بكلية الحقوق بجامعة القاهرة، وتخرج عام 1942، لكنه فشل في أن يكون محامياً، يتحدث عن فشله هذا فيقول: «كنت محامياً فاشلاً لا أجيد المناقشة والحوار وكنت أداري فشلي في المحكمة إما بالصراخ والمشاجرة مع القضاة، وإما بالمزاح والنكت وهو أمر أفقدني تعاطف القضاة، بحيث ودعت أحلامي في أن أكون محامياً لامعاً».

## حياته المهنية
تولى إحسان رئاسة تحرير مجلة روز اليوسف التي أسستها والدته وكان عمره وقتها 26 عاماً، كما تولى رئاسة مجلس إدارة المؤسسة بعد وفاة والدته عام 1958، لكنه لم يمكث طويلاً فقدم استقالته بعد ذلك، ويترك رئاسة المجلة لأحمد بهاء الدين، ويتولى بعدها منصب رئيس تحرير جريدة أخبار اليوم مرتين: الأولى من عام 1966 إلى عام 1968 والثانية من عام من 1969 حتى 1974. ثم عين في منصب رئيس مجلس الإدارة إلى جانب رئيس التحرير في الفترة بين 1971 إلى 1974. انتقل بعدها للعمل ككاتب بصحيفة الأهرام، وفي عام 1975 عُين رئيسًا لمجلس إدارة مؤسسة الأهرام واستمر يشغل هذا المنصب حتى عام 1976، عمل بعدها كاتبًا متفرغًا ومستشارًا بالأهرام.
وكانت لإحسان مقالات سياسية تعرض للسجن والاعتقالات بسببها. ومن أهم القضايا التي طرحها قضية الأسلحة الفاسدة التي نبهت الرأي العام إلى خطورة الوضع. وقد تعرض إحسان لمحاولات اغتيال عدة مرات، كما سجن بعد الثورة في عهد الرئيس جمال عبد الناصر مرتين في السجن الحربي، احداها كانت من الفترة 28 أبريل 1954 إلى 31 يوليو 1954 بزنزانة انفرادية رقم (19) بسبب مقالة نشرها بمجلة روز اليوسف بعنوان «الجمعية السرية التي تحكم مصر» هاجم فيها مجلس قيادة الثورة، وأصدرت مراكز القوى قراراً بإعدامه.

## الأدب
كتب إحسان عبد القدوس أكثر من ستمائة رواية وقصة، قدم للسينما المصرية عدداً كبيراً منها حيث تحولت 49 رواية إلى أفلام، و5 روايات إلى نصوص مسرحية، و9 روايات أصبحت مسلسلات إذاعية، و10 روايات أخرى إلى مسلسلات تليفزيونية، إضافة إلى أن 65 من رواياته ترجمت إلى الإنجليزية والفرنسية والألمانية والأوكرانية والصينية.
كانت معظم رواياته تصور فساد المجتمع المصري وانغماسه في الرذيلة وحب الجنس والشهوات والبعد عن الأخلاق، ومن هذه الروايات (النظارة السوداء) و (بائع الحب) و (صانع الحب) والتي أنتجت قبل ثورة 23 يوليو 1952. يتحدث إحسان عن نفسه ككاتب عن الجنس فيقول:«لست الكاتب المصري الوحيد الذي كتب عن الجنس فهناك المازني في قصة (ثلاثة رجال وامرأة) وتوفيق الحكيم في قصة (الرباط المقدس) وكلاهما كتب عن الجنس أوضح مما كتبت ولكن ثورة الناس عليهما جعلتهما يتراجعان، ولكنني لم أضعف مثلهما عندما هوجمت فقد تحملت سخط الناس عليّ لإيماني بمسؤوليتي ككاتب!! ونجيب محفوظ أيضاً يعالج الجنس بصراحة عني ولكن معظم مواضيع قصصه تدور في مجتمع غير قارئ أي المجتمع الشعبي القديم أو الحديث الذي لا يقرأ أو لا يكتب أو هي مواضيع تاريخية، لذلك فالقارئ يشعر وكأنه يقرأ عن ناس من عالم آخر غير عالمه ولا يشعر بأن القصة تمسه أو تعالج الواقع الذي يعيش فيه، لذلك لا ينتقد ولا يثور.. أما أنا فقد كنت واضحاً وصريحاً وجريئاً فكتبت عن الجنس حين أحسست أن عندي ما أكتبه عنه سواء عند الطبقة المتوسطة أو الطبقات الشعبية –دون أن أسعى لمجاملة طبقة على حساب طبقة أخرى».[بحاجة لمصدر]
وفي روايته (شي في صدري) والتي صاحبتها ضجة كبيرة في العام 1958، رسم إحسان فيها صورة الصراع بين المجتمع الرأسمالي والمجتمع الشعبي وكذلك المعركة الدائرة بين الجشع الفردي والإحساس بالمجتمع ككل. كما اعترض الرئيس المصري الأسبق جمال عبد الناصر على روايته البنات والصيف، والتي وصف فيها إحسان حالات الجنس بين الرجال والنساء في فترة إجازات الصيف، ولكنه لم يهتم لذلك بل أرسل رسالة إلى جمال عبد الناصر يشرح له فيها أن هذه القصص هي من وحي الواقع بل أن الواقع أقبح من ذلك، وهو يكتب هذه القصص أملاً في إيجاد حلول لها.[بحاجة لمصدر]

## السينما والتلفزيون

ملصق فيلم الرصاصة لا تزال في جيبي

كان لإحسان عبد القدوس دوراً بارزاً في صناعة السينما ليس فقط عن طريق الأفلام التي انتجت من قصصه ورواياته ولكن بالتي شارك في كتابة السيناريو والحوار للكثير منها، فقد كان على النقيض من الأديب نجيب محفوظ، فهو لم يكن يؤمن بأن صاحب العمل الأدبي الأصلي لا علاقة له بالفيلم أو المسرحية التي تعد من عمله الأدبي، فشارك في صياغه وكتابة حوار العديد من الأفلام مثل فيلم (لا تطفئ الشمس) للمخرج صلاح أبو سيف، كما كتب حوار فيلم (إمبراطورية ميم) الذي كانت قصته مكتوبة على أربعة أوراق فقط وأخرجه حسين كمال، وشارك كذلك الكاتبين سعد الدين وهبة ويوسف فرنسيس في كتابة سيناريو فيلم (أبي فوق الشجرة).

ملصق فيلم لا أنام

وصلت عدد رواياته التي تحولت إلى أفلام ومسلسلات قرابة ال 70 فيلم ومسلسل سينمائي وتلفزيوني، منها ما عرض ومنها ما لم يعرض ليتربع بذلك على عرش أكثر كاتب وروائي له أفلام ومسلسلات في تاريخ السينما والتلفزيون المصرية، ولا ينافسه في ذلك إلا الأديب نجيب محفوظ.
أخرج لإحسان عبد القدوس عدد محدود من المخرجين وصل إلى 16 مخرجاً، وقد كان نصيب الأسد منها للمخرجين حسين كمال وصلاح أبو سيف وحسام الدين مصطفى وأحمد يحيى. وهذا يدل على أنه لم يكن يتعامل مع أي مخرج يعرض عليه إخراج أعماله، بل يتعامل فقط مع من يثق في قدراتهم في استيعاب أعماله بصورة جدية وجيدة. وقد أخرج حسين كمال 9 أفلام من روايات إحسان عبد القدوس أولها فيلم (أبي فوق الشجرة) الذي اعتبر في وقته نقله جديدة في السينما الاستعراضية، ثم فيلم (أنف وثلاث عيون) من بطولة نجلاء فتحي ومحمود ياسين، وتلاها بتقديم فيلم (إمبراطورية ميم) الذي كان نقلة نوعيه جديدة في السينما المصرية، شهد عودة سيدة الشاشة العربية فاتن حمامة، وليخرج بعدها فيلم (دمي ودموعي وابتسامتي) من بطولة نجلاء فتحي ونور الشريف، وكذلك فيلم (بعيدا عن الأرض)، ومن ثم قدم فيلمين للنجمة نبيلة عبيد هما (العذراء والشعر الأبيض) والذي كان انطلاقه كبيرة للفنانة نبيلة عبيد في عالم النجومية و (أرجوك أعطني هذا الدواء)، وآخر ما قدم المخرح حسين كمال من أعمال إحسان عبد القدوس كان فيلم (أيام في الحلال).
وبالرغم من كمية الأفلام التي أنتجت من رواياته إلا أن هنالك جزء منها نجح نجاحاً باهراً في السينما المصرية مثل أفلام (لا أنام) وهو من بطولة فاتن حمامة وإخراج صلاح أبو سيف و (في بيتنا رجل) من بطولة زبيدة ثروت وعمر الشريف و (كرامة زوجتي) بطولة صلاح ذو الفقار وشادية وغيرها من الأفلام التي أثرت السينما المصرية. بالمقابل كان هنالك بعض الأفلام التي كتبها لم يكتب لها النجاح كما كان متوقعُا، بل وصفها بعض النقاد بأنها فشلت فشل ذريعاً.
يقول إحسان عبد القدوس:«أما الممثلات اللاتي استطعن أن يجدن تمثيل شخصيات قصصي في مقدمتهن كانت فاتن حمامة. فقد استطاعت أن تصور خيالي عندما مثلت دور (نادية) في فيلم (لا أنام)، وعندما جسدت دور (فايزة) في فيلم (الطريق المسدود)، وأذكر اني ذهبت يوما أنا ويوسف السباعي إلى الاستديو أثناء تصوير مشاهد من فيلم (لا أنام)، ووقفت أنا ويوسف السباعي مشدودين ونحن ننظر إلى فاتن حمامة، فقد كانت تشبه البطلة الحقيقية للقصة التي كتبتها، كذلك من أفضل اللواتي جسدن شخصياتي هن نبيلة عبيد ونادية لطفي ولبنى عبد العزيز وسعاد حسني».
فالممثلة نبيلة عبيد أدت له العديد من الأعمال، فوصفها النقاد بأنها كانت نقلة كبيرة في مشوارها الفني، حيث قالت نبيلة عن إحسان:" لقد كان سبباً في وجودي في عالم السينما، فلولاه لما كانت نبيلة عبيد فقد كان ينتقي لي أدواري، ويعطيني العديد من النصائح لذا فأنا ممتنة له.

## الرقابة

ملصق فيلم يا عزيزي كلنا لصوص

كان إحسان عبد القدوس يكتب للناس ولا يضع عينيه على النقاد، ولكن مثلما كانت له معارك سياسية في قصصه ورواياته التي كتبها كانت له أيضا منازلات فنية مع السينما والرقابة ومنها:
- فيلم البنات والصيف تدخلت الرقابة في القصة وقامت بتعديل نهاية الفيلم وذلك بانتحار البطلة مريم فخر الدين وذلك عقابا لها لأنها خانت زوجها في الفيلم وذلك عكس مجريات القصة الحقيقية.[18]
- فيلم لا أنام قامت الرقابة بتعديل نهاية الفيلم بحرق بطلة الفيلم فاتن حمامة لأنها كانت بنتا شريرة رغم أن القصة لم تكن كذلك.
- فيلم الطريق المسدود طلبت الرقابة تعديل نهاية الفيلم بزواج البطلة بدلاً من انتحارها.
- فيلم يا عزيزي كلنا لصوص رفضت الرقابة اسم الفيلم بحجة أنه يدل على أن فيه حكم على كافة البلد بأنهم لصوص، ووزير الثقافة في ذلك الوقت أوقف الفيلم سنتين حتى تمت الموافقة عليه بعد ذلك.[19]
- فلم حتى لا يطير الدخان عندما عرضت قصته على الرقابة رفضت تماما، حتى أن منتج الفيلم تخلى عن إنتاج الفيلم، ومن ثم بعدها بفترة قام مخرج الفيلم أحمد يحيى بعمل استئناف إلى لجنة التظلمات وكانت معركة طويلة إلى أن تم الموافقة على الفيلم.

## وفاته
توفي إحسان عبد القدوس في 12 يناير عام 1990.

## أعماله الأدبية
فيما يلي قائمة بالأعمال الأدبية لإحسان عبد القدوس والتي تحول بعضها إما إلى أفلام أو مسلسلات:

### الأفلام
- 2009: باقة زهور (فيلم قصير)
- 1994: ونسيت إني امرأة
- 1992: إلا ابنتي
- 1992: نوع آخر من الجنون
- 1992: البحث عن طريق آخر
- 1990: الراقصة والسياسي
- 1990: أيام الماء والملح
- 1989: يا عزيزي كلنا لصوص
- 1989: إلى أين تأخذني هذه الطفلة
- 1988: قبل الوصول لسن الانتحار
- 1987: كل شيء قبل أن ينتهي العمر
- 1987: حبيبي أصغر مني
- 1986: انتحار صاحب الشقة
- 1985: القط أصله أسد
- 1985: أيام في الحلال
- 1984: حتى لا يطير الدخان
- 1984: الراقصة والطبال
- 1984: لا تسألني من أنا
- 1984: أرجوك أعطني هذا الدواء
- 1983: العذراء والشعر الأبيض
- 1981: أنا لا أكذب ولكني أتجمل
- 1980: استقالة عالمة ذرة
- 1979: ولا يزال التحقيق مستمرا
- 1978: مايوه لبنت الاسطى محمود
- 1977: آه يا ليل يا زمن
- 1977: وسقطت في بحر العسل
- 1976: أنا لا عاقلة ولا مجنونة
- 1976: بعيدا عن الأرض
- 1975: لا شيء يهم
- 1975: هذا أحبه وهذا أريده
- 1974: الرصاصة لا تزال في جيبي
- 1974: أين عقلي
- 1974: العذاب فوق شفاه تبتسم
- 1974: غابة من السيقان
- 1973: دمي ودموعي وابتسامتي
- 1972: إمبراطورية ميم
- 1972: أنف وثلاث عيون
- 1971: أختي
- 1971: شيء في صدري
- 1971: رمال من ذهب
- 1971: الخيط الرفيع
- 1969: بئر الحرمان
- 1969: أبي فوق الشجرة
- 1967: كرامة زوجتي
- 1967: إضراب الشحاتين
- 1968: 3 نساء
- 1966: 3 لصوص
- 1965: هي والرجال
- 1965: ثقوب في الثوب الأسود
- 1963: عريس لأختي
- 1963: النظارة السوداء
- 1961: لا تطفئ الشمس
- 1961: في بيتنا رجل
- 1960:أيام شبابي - حياتي (لم يعرض)
- 1960: البنات والصيف
- 1959: أنا حرة
- 1958: الطريق المسدود
- 1957: لا أنام
- 1957: الوسادة الخالية
- 1955: الله معنا
- 1953: نساء بلا رجال

### المسلسلات
- 2017: لا تطفئ الشمس.
- 2006: خيوط في مسرح العرائس.
- 2006: أصابع بلا يد
- 2004: يا عزيزي كلنا لصوص.
- 2003: وادي الغلابة
- 2002: لم يكن أبدا لها
- 2001: وتاهت بعد العمر الطويل.
- 2000: قلبي ليس في جيبي
- 1999: رائحة الورد.
- 1999: أرجوك خذني من هذا البرميل
- 1998: سنوات الشقاء والحب.
- 1997: دمي ودموعي وإبتسامتي.
- 1995: لن أعيش في جلباب أبي.
- 1984: زهرة و المجهول.
- شيء في صدري
- لمن اترك كل هذا
- شيء غير الحب
- لم يكن أبدا لها
- شذى الورد
- ابن الجبل
- لن أتزوج زميلي (سهرة تلفزيونية)
- في بيتنا رجل (مسرحية)

### قصص
- لم يكن أبداً لها
- صانع الحب، دار روز اليوسف، 1948.
- بائع الحب، دار روز اليوسف، 1949.
- النظارة السوداء، دار روز اليوسف، 1952.
- أنا حرة، دار روز اليوسف، 1954. قصة طويلة.
- أين عمري، دار روز اليوسف، 1954.
- الوسادة الخالية، دار روز اليوسف، 1955.
- الطريق المسدود، دار روز اليوسف، 1955. قصة طويلة.
- لا أنام، دار روز اليوسف، 1957. قصة طويلة.
- في بيتنا رجل، دار روز اليوسف، 1957. قصة طويلة.
- شيء في صدري، دار روز اليوسف، 1958. قصة طويلة.
- عقلي وقلبي، دار روز اليوسف، 1959.
- منتهى الحب، دار روز اليوسف، 1959.
- البنات والصيف، دار روز اليوسف، 1959.
- لا تطفئ الشمس، الشركة القومية للتوزيع، 1960. قصة طويلة.
- زوجة أحمد، دار روز اليوسف، 1961. قصة طويلة.
- شفتاه، الشركة العربية، 1961. ثقوب في الثوب الأسود، كتبة مصر، 1962. قصة طويلة.
- بئر الحرمان، الشركة العربية، 1962.
- لا ليس جسدك، الشركة العربية، 1962.
- لا شيء يهم، الشركة العربية، 1963. قصة طويلة.
- أنف وثلاث عيون، جزءان، الشركة العربية، 1964.
- قصة طويلة. بنت السلطان، مكتبة مصر، 1965.
- سيدة في خدمتك، دار المعارف، 1967.
- علبة من الصفيح الصدئ، دار المعارف، 1967.
- النساء لهن أسنان بيضاء، أخبار اليوم، 1969. دمي ودموعي وابتسامتي، دار الرائد العربي، 1972.
- لا أستطيع أن أفكر وأنا أرقص، دار الشروق، 1973.
- الهزيمة كان اسمها فاطمة، دار المعارف، 1975.
- الرصاصة لا تزال في جيـبي، دار الشروق، 1977.
- العذراء والشعر الأبيض، دار المعارف، 1977.
- خيوط في مسرح العرائس، أرجوك خذني في هذا البرميل وعاشت بين أصابعه، الهيئة المصرية العامة للكتاب، 1977.
- حتى لا يطير الدخان، أقدام حافية فوق البحر، الهيئة المصرية…، 1977. مجموعة قصص.
- ونسيت أني امرأة، دار المعارف، 1977. قصة طويلة.
- الراقصة والسياسي وقصص أخرى، الهيئة المصرية…، 1978.
- لا تتركوني هنا وحدي، روز اليوسف، 1979. قصة طويلة.
- آسف لم أعد أستطيع، مكتبة مصر، 1980.
- يا ابنتي لا تحيريني معك، روز اليوسف، 1981.
- زوجات ضائعات، الهيئة المصرية العامة للكتاب، 1981. قصص طويلة.
- الحب في رحاب الله، مكتبة مصر، 1986. قصص.

### روايات
- 1985: في بيتنا رجل
- 1984: رائحة الورد وأنف لا تشم، مكتبة غريب.
- 1984: ومضت أيام اللؤلؤ، مكتبة غريب.
- 1984: اللون الآخر، مكتبة غريب.
- 1984: الحياة فوق الضباب، مكتبة مصر.
- 1983: وغابت الشمس ولم يظهر القمر، مكتبة غريب.
- 1982: لن أعيش في جلباب أبي، مكتبة غريب.
- 1982: يا عزيزي كلنا لصوص، مكتبة غريب.

### مقالات
- 1980: على مقهى في الشارع السياسي، دار المعارف.
- 1980: أيام شبابي، المكتب المصري الحديث.
- 1980: بعيداً عن الأرض، القاهرة، الهيئة المصرية، من الأدب السينمائي.
- 1979: خواطر سياسية، عبد المنعم منتصر.

## جوائز وتكريمات
- منحه الرئيس المصري الأسبق جمال عبد الناصر وسام الاستحقاق من الدرجة الأولى.[11]
- منحه الرئيس المصري السابق محمد حسني مبارك وسام الجمهورية.[11]
- جائزة الدولة التقديرية في الآداب سنة 1989.[11]
- الجائزة الأولى عن روايته: «دمي ودموعي وابتساماتي» في عام 1973.[11]
- جائزة أحسن قصة فيلم عن روايته «الرصاصة لا تزال في جيبي».[بحاجة لمصدر]

## وصلات خارجية
- إحسان عبد القدوس - أعلام وشخصيات مصرية
- إحسان عبد القدوس على موقع IMDb (الإنجليزية)
- إحسان عبد القدوس على موقع قاعدة بيانات الأفلام العربية
- إحسان عبد القدوس على موقع قاعدة بيانات الفيلم (الإنجليزية)
- صفحة إحسان عبد القدوس على  موقع أبجد
- صفحة اقتباسات إحسان عبد القدوس  على موقع أبجد

موقع إفتكس افتكاسة